# Anemonoides trifolia
Anemonoides trifolia ((L.) Holub, 1973), comunemente nota come Anemone trifogliata, è una piccola pianta primaverile, dai delicati fiori bianchi, appartenente alla famiglia delle Ranunculaceae, presente in Europa centro-meridionale e Finlandia.

## Etimologia
Il nome del genere a cui apparteniene questo fiore (anemonoides) segue per la prima parte l'etimologia del genere Anemone: questo nome è attribuito a Teofrasto e significa vento in riferimento alla stagione di crescita solitamente ventosa, la primavera. Infatti in greco anemos = vento. Altri fanno derivare il nome del genere dal fiume Anemo che scorre presso Ravenna, dove si dice che per la prima volta gli antichi avrebbero scoperto questo fiore. Ma ci sono anche interpretazioni mitologiche: per i greci Anemone era la sposa di Zefiro (vento caldo dell'ovest che favoriva la nascita dei fiori e dei frutti).
Il suffisso -oides significa letteralmente "a forma di", data la somiglianza tra le specie appartenenti a questi due generi.

L'epiteto specifico trifolia deriva invece dalla particolare forma delle foglie di questa pianta, suddivise in tre segmnenti (foliole), ciascuno dei quali non è una intera foglia.

## Descrizione

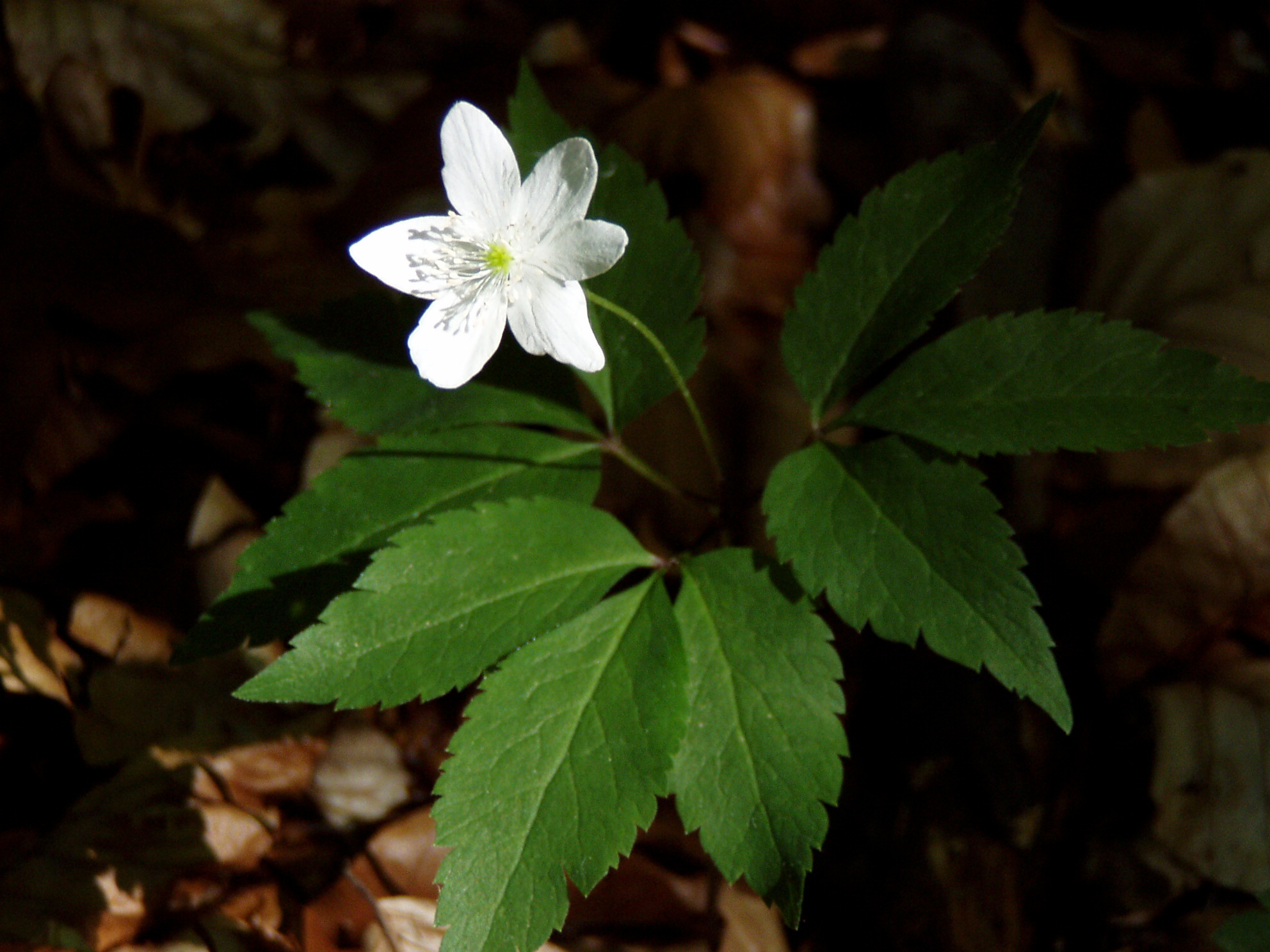
Il portamento

È una piccola pianta erbacea che raggiunge i 10 – 30 cm d'altezza. Appartiene alla forma biologica delle geofite rizomatose (G rhiz), piante erbacee perenni che durante la stagione avversa perdono la parte epigea visibile, mentre resta viva la porzione ipogea, ove le gemme si trovano sugli organi sotterranei, quali rizomi, bulbi o radici, a seconda delle specie. Da questi, all'approssimarsi della stagione favorevole si rigenerano le foglie basali e gli steli con foglie caulinari e fiori. Le forme biologiche sono categorie di adattamento al clima della regione in cui vive una data specie.

### Radici
In A. trifolia le radici sono dette secondarie, in quanto si originano dal rizoma, che è un fusto sotterraneo (ipogeo). In generale sono dette secondarie le radici che vengono emesse dal fusto, sia esso ipogeo o epigeo.

### Fusto
- Parte ipogea: la parte sotterranea di A. trifolia è un breve e irregolare rizoma orizzontale, che si trova poco al di sotto della superficie del terreno, è biancastro e permette una rapida diffusione vegetativa della specie nel terreno circostante fino a formare dei vasti tappeti nel sottobosco.
- Parte epigea: la parte aerea è costituita da foglie basali e da scapi fioriferi e fogliolati eretti e più sottili rispetto al rizoma.

### Foglie

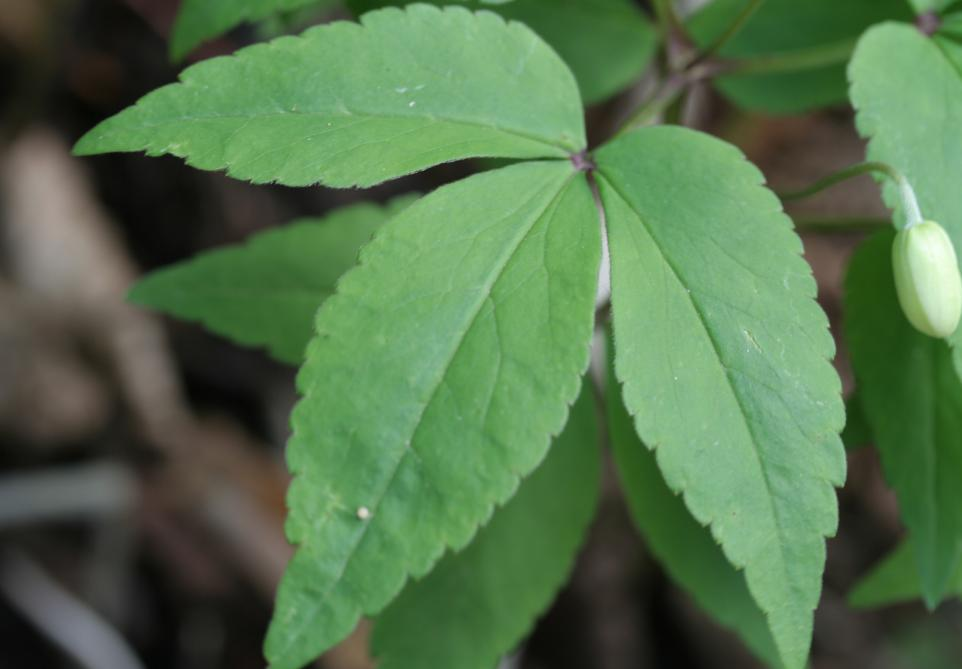
Le foglie
Località: Val Piana, Limana (BL), 850 m s.l.m. - 02/05/2008

- Foglie basali (o radicali): sono foglie lungamente picciolate; la lamina fogliare è suddivisa in tre segmenti semplici lanceolati ad apice acuto con i bordi regolarmente seghettati. Lunghezza del picciolo: 1 – 3 dm. Dimensione dei segmenti: larghezza 3 – 5 cm; lunghezza 8 – 10 cm.
- Foglie cauline: le foglie superiori (quelle cauline) sono provviste di un picciolo più breve e riunite in verticilli di 3 ad una altezza di 4/5 del fusto. Queste foglie sono distanziate dal fiore per cui non svolgono la funzione di calice come in altre specie di altri generi affini. La più bassa presenta a volte una gemma ascellare. Lunghezza del picciolo: 1 cm. Dimensione dei segmenti: larghezza 10 – 15 mm; lunghezza 50 – 60 mm. La dentellatura è di 1 mm.

### Infiorescenza
L'infiorescenza è generalmente a fiore singolo (raramente due) con breve peduncolo, di 2 – 3 cm.

### Fiore

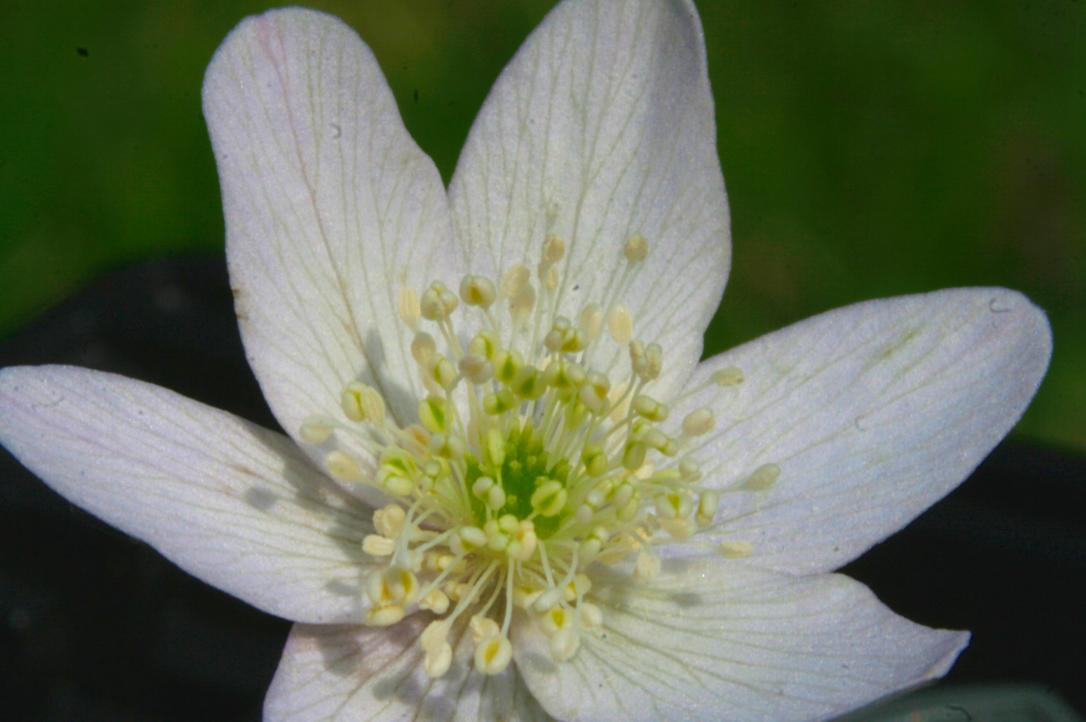
Il fiore
Località: Val Piana, Limana (BL), 850 m s.l.m. - 02/05/2008

I fiori sono attinomorfi con perianzio aploclamidato ossia formato da un solo verticillo di elementi più o meno indifferenziati (= tepali/petali). In questo tipo di fiore è presente la poliandria primaria, ossia una struttura primitiva (dal punto di vista evolutivo) caratterizzata da numerosi stami a disposizione spiralata. I nettari non sono presenti. I colori dei petali sono bianchi, rosati o cerulei (nella parte inferiore possono essere sfumati di violetto). Diametro del fiore: 20 – 35 mm.
- Formula fiorale: per questa pianta viene indicata la seguente formula fiorale:

* K 0, C 5 - 12, A molti, G molti  (supero)
- Calice: il calice è assente (vedi sopra).
- Corolla: la corolla è generalmente costituita da 5 - 9 petali (massimo 12 – normalmente 6), glabri a forma ellittica (possono essere considerati anche dei tepali di aspetto petaloide[4]). Dimensione dei petali: larghezza 6 mm: lunghezza 11 mm.
- Androceo: le antere sono bianche e in numero imprecisato.
- Gineceo: i carpelli sono molto numerosi e monospermi. L'ovario è supero.
- Fioritura: da maggio a giugno.

### Frutti
Il frutto è una testa di acheni. Ogni achenio è sormontato da un breve becco ed è pubescente. Dimensione dell'achenio: 2 mm.

## Riproduzione
La riproduzione di questa pianta avviene per via sessuata grazie all'impollinazione effettuata da insetti pronubi (impollinazione entomogama). Generalmente si tratta di bombi.

## Distribuzione e habitat

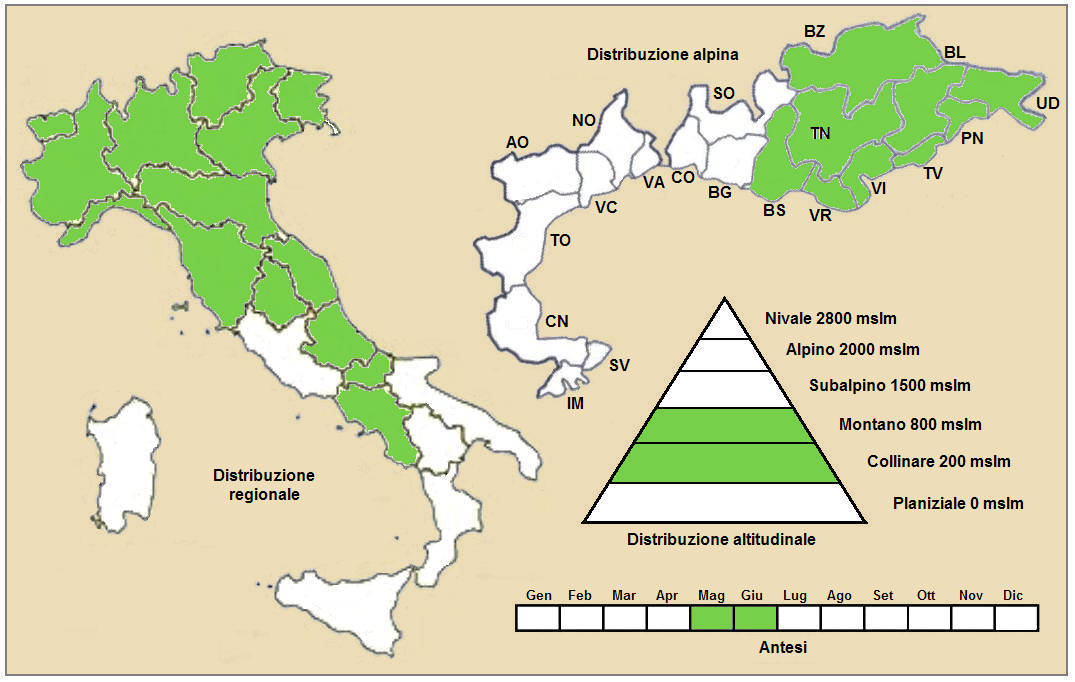
Distribuzione della pianta

- Geoelemento: il tipo corologico (area di origine) è Orofita – Sud Europea, con areale diviso in varie disgiunzioni (probabilmente cinque: Portogallo-Galizia, Pirenei (dubbia), Appennino ligure-piemontese e parmense-piacentino, Romagna meridionale-Marche (Pesaro e Urbino-Toscana orientale, Alpi orientali fino alle Alpi Dinariche e all'Ungheria. Negli Stati Uniti orientali (Catena Appalachiana) si trova una entità molto affine, che si avvicina alla nostra sottospecie trifolia (vedi poco sotto). Alcuni la considerano come specie distinta, col nome di A. lancifolia.
- Distribuzione: l'areale di questa specie comprende alcune catene montuose dell'Europa centro-meridionale (Alpi, Appennini e Alpi Dinariche). In particolare in Italia è presente in tre centri principali: con la sottospecie trifolia (la sottospecie tipica) nelle Alpi orientali (primo centro) e nell'Appennino dalla Romagna meridionale ed aree circonvicine delle Marche e Toscana orientale (secondo centro); la sottospecie brevidentata Ubaldi et Puppi è invece endemica delle Alpi sud-occidentali e dell'Appennino Ligure ed Appennino Emiliano occidentale (terzo centro). Tra Portogallo e Galizia spagnola questa pianta è rappresentata dalla la sottospecie albida (Mariz) Tutin.
- Habitat: l'A. trifolia L. “s.l.” vive in boschi di latifoglie (querceti a rovere e cerro, castagneti, faggete, peccete) ed anche in pinete nelle Alpi orientali (abetine), su suoli da basici a moderatamente acidi (con pH basico-neutro) e con valori nutrizionali medi, ben drenati ma non asciutti troppo a lungo. È assente nella fascia della vegetazione sempreverde mediterranea e manca in gran parte delle pianure alluvionali del Nord e del Centro. In Umbria è nota una sola località presso Perugia, mentre nel Meridione, un tempo indicata per la Campania (Monte Cairo),probabilmente non è mai esistita. Contrariamente alla cartina geografica (che andrebbe rivista) non esiste neppure in Abruzzo.
- Distribuzione altitudinale: sui rilievi queste piante si possono trovare da 200 fino a 1600 m s.l.m.; frequentano quindi i seguenti piani vegetazionali: collinare e montano.

### Fitosociologia
Dal punto di vista fitosociologico la specie di questa voce è distribuita in numerose tipologie forstali, floristicamente diverse a seconda delle aree disgiunte. Nelle Alpi orientali, ad esempio, appartiene alla seguente vegetazione:
Formazione: delle comunità forestali
Classe: Carpino-Fagetea, boschi mesofili di latifoglie 
Ordine: Fagetalia sylvaticae, idem
Alleanza: Aremonio-Fagion, faggete del contesto floristico illirico.
Ancora per le Alpi, si deve aggiungere la classe Erico-Pinetea, poiché la specie si trova anche in pinete miste di pino nero d'Austria (Pinus nigra var. austriaca) e pino silvestre (Pinus sylvestris). Si trova anche in boschi di faggio e carpino nero (alleanza Ostryo-Fagion), ecc.

## Tassonomia
Il genere Anemone comprende diverse decine di specie una dozzina delle quali sono proprie della flora spontanea italiana. Il genere storicamente veniva diviso in tre sezioni:
- Pulsatilla: fiori con stami privi di antere e non trasformati in nettarii; frutti acheni terminati in una lunga coda piumata.
- Euanemona: fiori con stami provvisti di antere; frutti acheni terminanti con un breve stilo; involucri bratteali distanziati dal fiore.
- Hepatica: fiori con brattee involucrali vicinissime alla corolla in modo da essere confuse con il calice.

Attualmente la prima e l'ultima sezione formano dei generi distinti; mentre è la sezione centrale che ora descrive gli anemoni veri e propri; quindi l'Anemone trifolia appartiene al gruppo centrale.

Il numero cromosomico di A. trifolia è: 2n = 32.

### Variabilità
In Italia sono presenti due sottospecie di A. trifolia:
- subsp. trifolia: la pianta è robusta e con dimensioni maggiorate; il margine fogliare è seghettato regolarmente,in modo abbastanza profondo, con denti di 1 – 3 mm (fino a 1 cm). Il numero dei petali (di forma ovale) varia da 5 - 6 nelle Alpi, da 6-8 e più nell'Appennino, zona tosco-marchigiano-romagnola. Le antere, seppure quasi sempre bianche possono essere sfumate di blu in popolazioni delle Alpi orientali (colore che rimane anche in erbario). Gli acheni hanno il becco poco incurvato. È presente nelle Alpi centrali ed orientali, dal Lecchese al Friuli-Venezia Giulia, in alcune stazioni relitte della Pianura padana orientale e lungo l'Appennino dalla Romagna alle Marche e alla Toscana orientale.
- subsp. brevidentata Ubaldi et Puppi (= var. italica Oberdf., nome invalido): la pianta ha un portamento relativamente più debole e le dimensioni sono più ridotte; le foglie hanno il margine lievemente seghettato, con denti poco profondi (< 1 mm); il colore delle foglie è verde-glaucescente, pallide; i petali (a forma ellittica) sono 6; gli acheni hanno il becco fortemente incurvato. È presente nell'Appennino Ligure, nella sezione più occidentale dell'Appennino Tosco-Emiliano e nelle Alpi Liguri.

Un tempo veniva segnalata per errore la subsp. albida della Spagna (Galizia) e Portogallo settentrionale, rappresentata da piante veramente gracili, con foglie rivestite da una densa pelosità setolosa.

### Ibridi
La pianta di questa voce con un'altra specie produce il seguente ibrido interspecifico:
- Anemone × pittonii Glowacki (1869) - Ibrido con Anemonoides nemorosa

### Sinonimi
Questa entità ha avuto nel tempo diverse nomenclature. L'elenco che segue indica alcuni tra i sinonimi più frequenti:
- Anemone trifolia (L., 1753)
- Anemonanthaea trifolia (Nieuwl., 1914)
- Anemone nemorosa L. subsp. trifolia ((L.) Ces., 1844)

### Specie simili

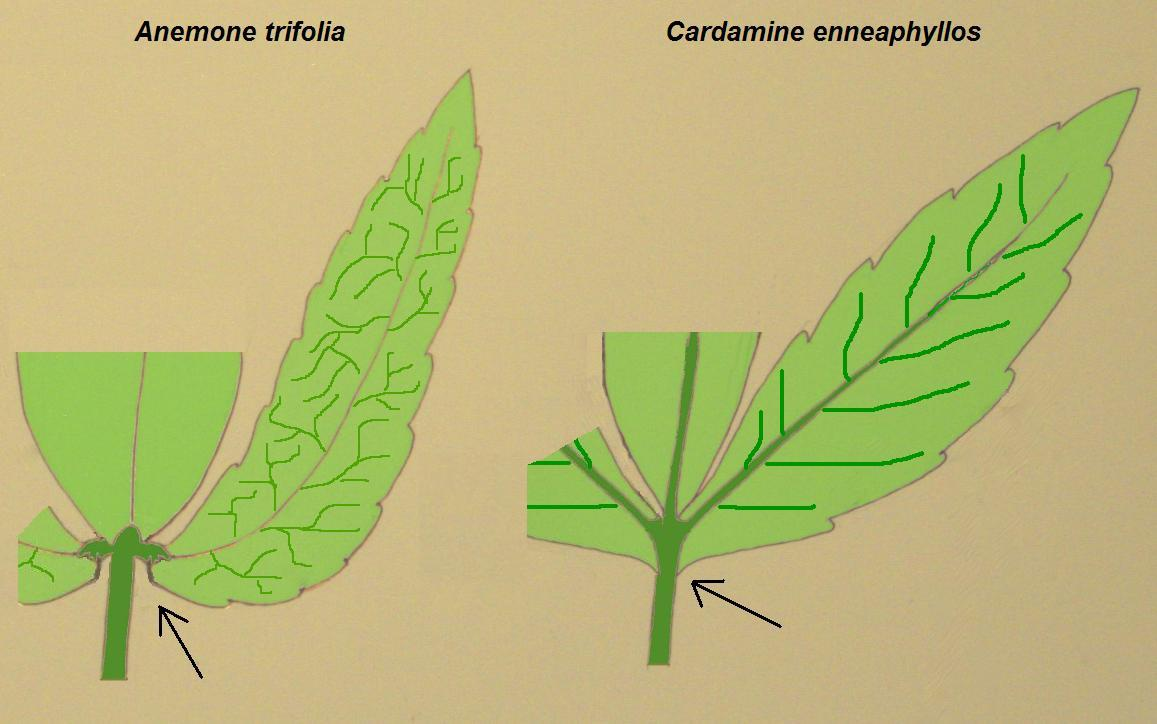
Differenza delle foglie con Cardamine enneaphyllos

L'Anemone trifogliata è relativamente simile ad Anemonoides nemorosa, che può vivere nello stesso habitat (infatti sono conosciuti anche ibridi tra le due specie – vedi sopra). Quest'ultima specie si distingue per le antere gialle (e non bianche) e per le foglie maggiormente lobate rispetto all'Anemone trifogliata. Fiorisce inoltre più precocemente (in febbraio invece di aprile-maggio).

Le piante prive dell'infiorescenza (e quindi con le sole foglie) si possono confondere con la specie Cardamine enneaphyllos (L.) Crantz. (famiglia Brassicaceae) che a volte vive negli stessi habitat. Le due specie possono comunque essere distinte dalle seguenti caratteristiche:
| Anemonoides trifolia                                                                               | Cardamine enneaphyllos                                                          |
| -------------------------------------------------------------------------------------------------- | ------------------------------------------------------------------------------- |
| i tre segmenti delle foglie superiori sono tutti sessili                                           | solamente i segmenti laterali sono sessili (quello centrale peduncolato)        |
| i segmenti laterali non sono incurvati fino alla nervatura centrale                                | i segmenti laterali sono incurvati fino alla nervatura centrale                 |
| le nervature secondarie sono molte (+/- 10 per lato) e di tipo anastomosate a rete poco in rilievo | le nervature secondarie sono poche (4 -5 per lato) e di tipo pennato in rilievo |

Si possono vedere principianti che la confondono anche con le foglie di Aegopodium podagraria, una ombrellifera.

## Usi

### Giardinaggio
L'impiego maggiore (e anche unico) di queste piante è nel giardinaggio per formare aiuole o bordure nella costruzione di giardini rocciosi o alpini.